# Piasek (Młyny)
Piasek – część wsi Młyny w Polsce, położona w województwie świętokrzyskim, w powiecie buskim, w gminie Busko-Zdrój.
W latach 1975–1998 Piasek administracyjnie należał do województwa kieleckiego.